# Makiko Esumi
Makiko Esumi ( (江角マキコ?, Esumi Makiko), al secolo Makiko Hirano (平野真紀子?, Hirano Makiko); prefettura di Shimane, 18 dicembre 1966) è un'attrice giapponese.
Dopo una breve carriera da pallavolista, la Esumi, costretta in ospedale a causa di un infortunio, venne notata da un talent scout. Il suo debutto sullo schermo fu Maborosi, di Hirokazu Koreeda; la sua interpretazione più celebre è tuttavia quella di Tsuboi Chinatsu, all'interno della commedia televisiva Shomuni. È anche nota per la sua partecipazione ad una campagna pubblicitaria governativa legata ai contributi per la pensione.
Nel 2005 è nato il suo primo figlio, e la Esumi ha scritto un libro per bambini.

## Filmografia

### Cinema
- Maborosi, regia di Hirokazu Kore'eda (1996)
- Love Has Fallen (1997)
- Pistol Opera, regia di Seijun Suzuki  (2001)
- Inochi, regia di Tetsuo Shinohara (2002)
- Tsuribaka Nisshi 15 (釣りバカ日誌15) (2004)
- Mushishi, regia di Katsuhiro Ōtomo (2006)
- Liar Game: Reborn, regia di Hiroaki Matsuyama (2012)

### Televisione
- Kagayake Rintarō - serie TV, (1995)
- Garasu no Kakera-tachi - serie TV, (1996)
- Konna Watashi ni Dare ga Shita - serie TV, (1996)
- Tsuki no Kagayaku Yoru Dakara - serie TV, (1997)
- Koi no Katamichi Kippu - serie TV, (1997)
- Great Teacher Onizuka - serie TV, (1998)
- Shomuni - serie TV, (1998)
- Shomuni (1998) - speciale
- Over Time - serie TV, (1999)
- Dokushin Seikatsu - serie TV, (1999)
- Kon'ya wa Eigyōchū - serie TV, (1999)
- Yo ni mo Kimyō na Monogatari - serie TV, (1999)
- Shomuni (2000) - speciale
- Omoide Kakurenbo - serie TV, (2000)
- Shomuni 2 - serie TV, (2000)
- Love Revolution - serie TV, (2001)
- Number One - serie TV, (2001)
- Shomuni Final - serie TV, (2002)
- Marusa!! Tokyo Kokuzei Kyokusa Satsubu - serie TV, (2003)
- Shomuni Forever - serie TV, (2003)
- Ruten no Ōhi: Saigo no Kōtei - serie TV, (2003)
- Sore wa, totsuzen, arashi no you ni... - serie TV, (2004)
- Otōto - serie TV, (2004)
- Machiben - serie TV, (2006)
- Triple Kitchen - serie TV, (2006)
- Jigoku no sata mo yome shidai - serie TV, (2007)
- Bull Doctor - serie TV, (2011)